# DAR-4
DAR-4 byl prototyp dopravního letadla postaveného v Bulharsku v roce 1931. Byl postaven společností DAR - Daržavna Aeroplanna Rabotilnica (bulharsky: Държавна Аеропланна Работилница, česky: Státní letecká dílna), Božuriště u Sofie. Letadlo nebylo schváleno pro sériovou výrobu a zůstalo pouze v prototypu. Jednalo se však o jediné vícemotorové letadlo navržené a vyrobené v Bulharsku.

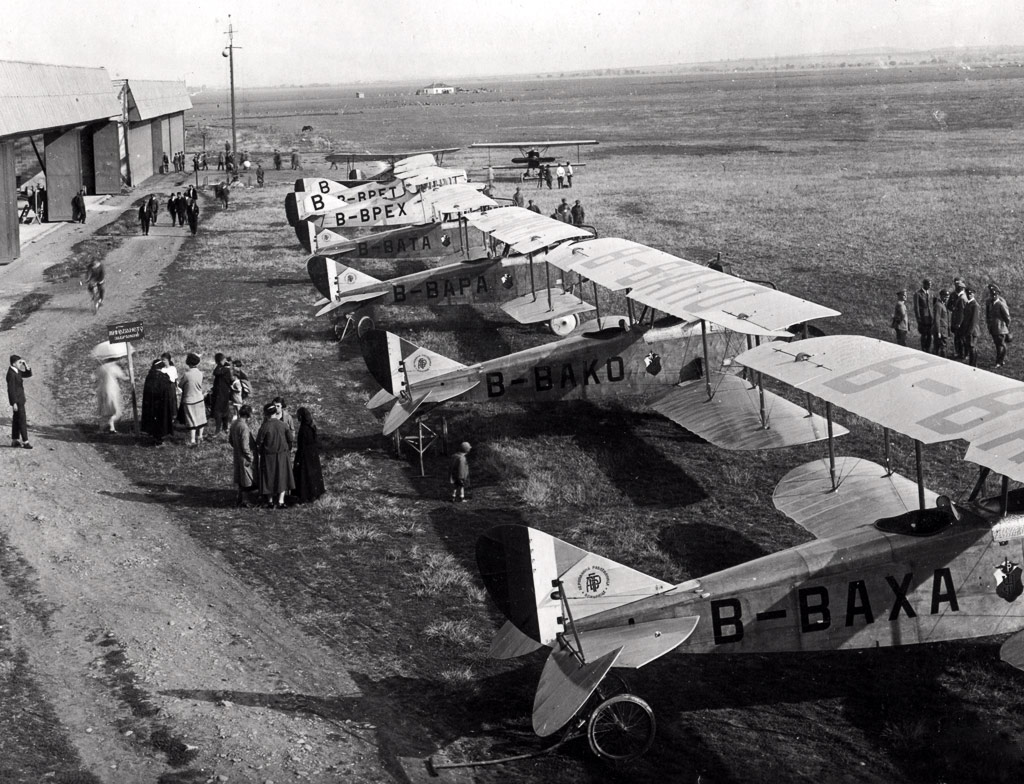
Před hangáry společnosti DAR letouny DAR U-1/Uzunov-1 a Potez XVII, Božuriště (1926)

## Vznik a vývoj
Motory Walter byly v bulharském letectvu využívány od poloviny 20. let 20. století zejména jako standardní motory ve školních a cvičných letadlech (DAR-1 s motorem Walter NZ-60, DAR-1A s motorem Walter Vega).

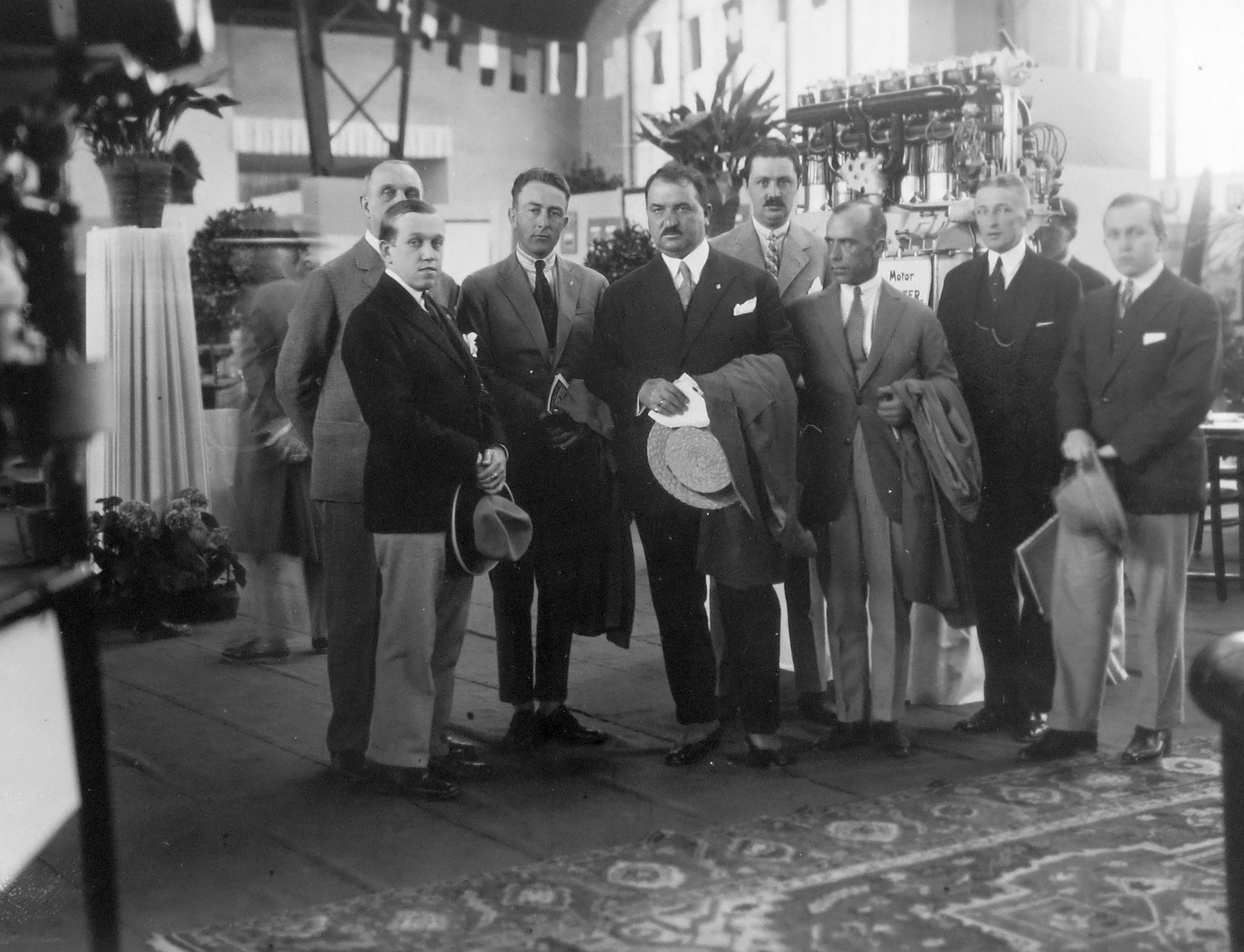
Antonín Kumpera, gen. ředitel firmy Walter (nejmenší zleva) s delegací Bulharska na pražské letecké výstavě (1927)

Na počátku 30. let byl ve státní letecké továrně DAR, která sídlila na letišti Božuriště u Sofie a kde se opravovaly a také v menší míře stavěly sportovní a školní letouny, postaven prototyp dvouplošníku DAR-4. Byl řízen dvěma piloty a měl kapacitu pro 4 cestující. Na konstrukci bylo zajímavé, že horní křídlo nebylo připevněno (vetknuto) k horní části trupu, jak je běžné u kabinových dvouplošníků, ale bylo umístěno nad ním a bylo podepíráno vzpěrami od spodního křídla a z horní části kabiny.
Výkon stroje dosažený při letových zkouškách byl však zklamáním, zvláště vzhledem k neočekávaným odchylkám od aerodynamických výpočtů. Letové zkoušky byly prováděny zkušebním pilotem Petkem Popgančevem. Během testů bylo zjištěno mnoho nedostatků. Nevýhody byly způsobeny hlavně konstrukčními vadami – při vodorovném letu se letadlo naklánělo dopředu, což naznačovalo, že má velmi "těžký předek". Bylo obtížné je řídit a také bylo nestabilní při stoupání. Na základě těchto a dalších připomínek nebyl prototyp schválen pro sériovou výrobu a provoz. Po těchto zkušebních letech byl vývoj letounu ukončen, a to i z důvodu, že konstruktér Hermann Winter ukončil smlouvu se společností DAR a vrátil se do Německa.

## Popis letounu
Letoun byl smíšené konstrukce, měl celodřevěnou kostru a plátěný potah. Profil křídla dle Göttingen -387. Na dolním křídle a nad trupem byly namontovány vzpěry ve tvaru písmene V, které podepíraly horní křídlo.
Byl poháněn třemi československými hvězdicovými devítiválcovými motory Walter Mars. Jeden byl umístěn vpředu, v ose trupu a další dva byly namontovány na dolním křídle.

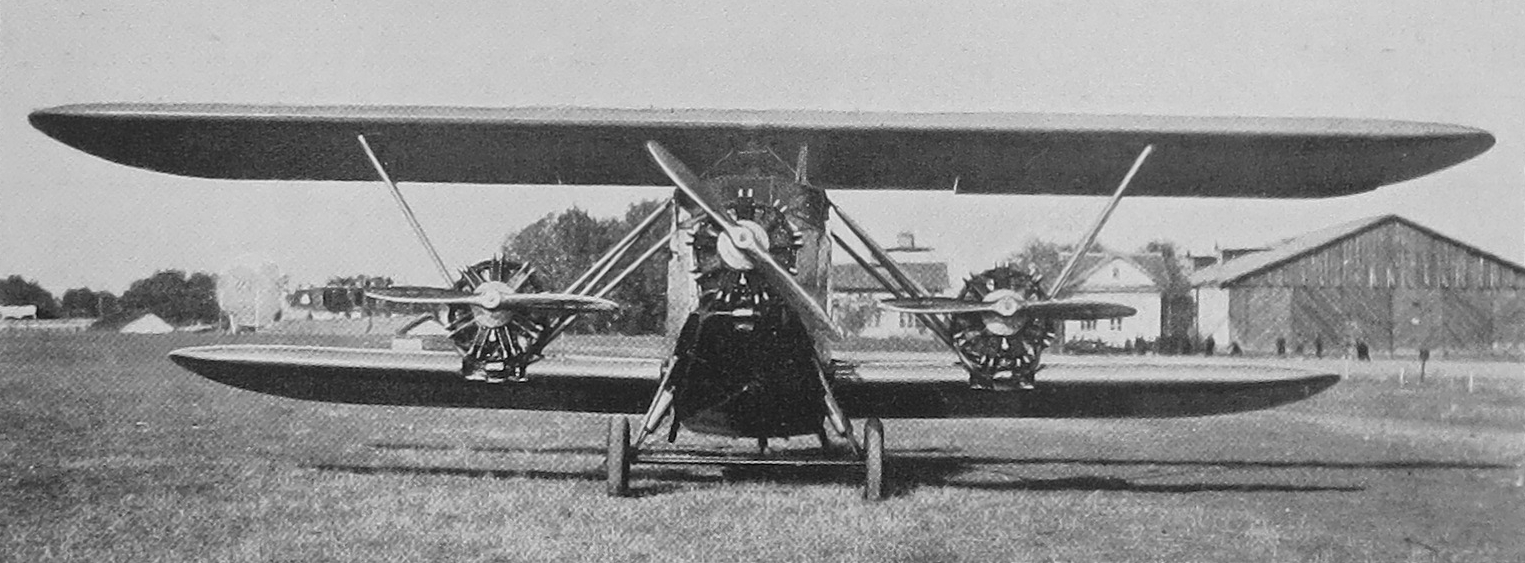
Dar-4 se třemi motory Walter Mars (1931)

## Specifikace
Údaje podle

### Technické údaje
- Posádka: 2
- Kapacita: 4 cestující
- Užitečný náklad: 840 kg (bez cestujících)
- Rozpětí: 14,00 m (horní křídlo), 10,90 m (dolní křídlo)
- Délka: 10,20 m
- Celková nosná plocha: 44,10 m²
- Prázdná hmotnost: 1 330 kg
- Max. vzletová hmotnost: 2 170 kg
- Pohonná jednotka: 3 × vzduchem chlazený devítiválcový hvězdicový motor Walter Mars
- Výkon pohonné jednotky:
  - jmenovitý: 107 kW (145 k) při 1750 ot/min
  - vzletový: 110 kW (150 k) při 1800 ot/min
- Spotřeba paliva: 225 g·h−1·k−1 / 306 g·h−1·kW−1 (každý motor)
- Vrtule: dvoulistá dřevěná vrtule

### Výkony
- Maximální rychlost: 195 km/h
- Cestovní rychlost: 165 km/h
- Minimální rychlost: 88 km/h
- Dolet: 495 km
- Dostup: 4 500 m